# LeFtO
LeFtO, pseudoniem van Stéphane Lallemand (1976), is een Belgische dj en producer. Hij was sinds 1999 presentator en huis-dj bij Studio Brussel, waar hij onder andere het hiphop-programma De Hop en later Lefto maakte. LeFtO verliet Studio Brussel in juni 2020 onder andere omdat hij ontevreden was over de verkregen zendtijd.
LeFtO stond al met sets op de podia van Pukkelpop, Lowlands, Dour Festival, Lokerse Feesten, Sfinks, Couleur Café, Bruksellive, Hip Hop Kemp, Boomtown Festival en het Absolutely Free Festival.
In 2014 werd hij op de Red Bull Electropedia Awards verkozen tot beste belgische dj (voor Dimitri Vegas & Like Mike).
In 2017 zond Canvas de documentairereeks In Transit van regisseur Kurt De Leijer uit, waarin LeFtO de underground muziekscene exploreert in Londen, Los Angeles, Seoul, Brussel en Chicago.